# Söderstaden, Stockholm

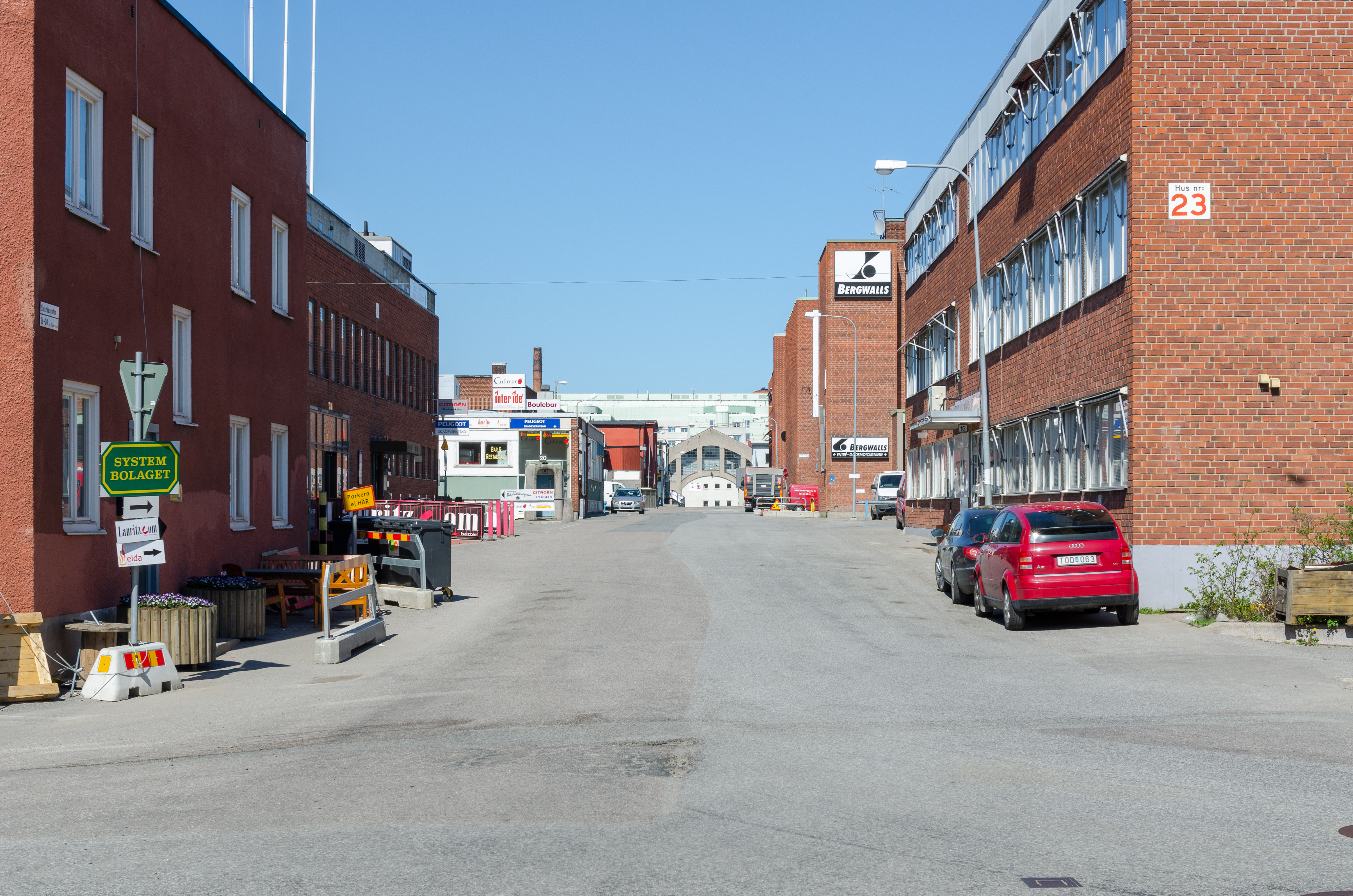
Den befintliga bebyggelsen i Slakthusområdet i maj 2012.

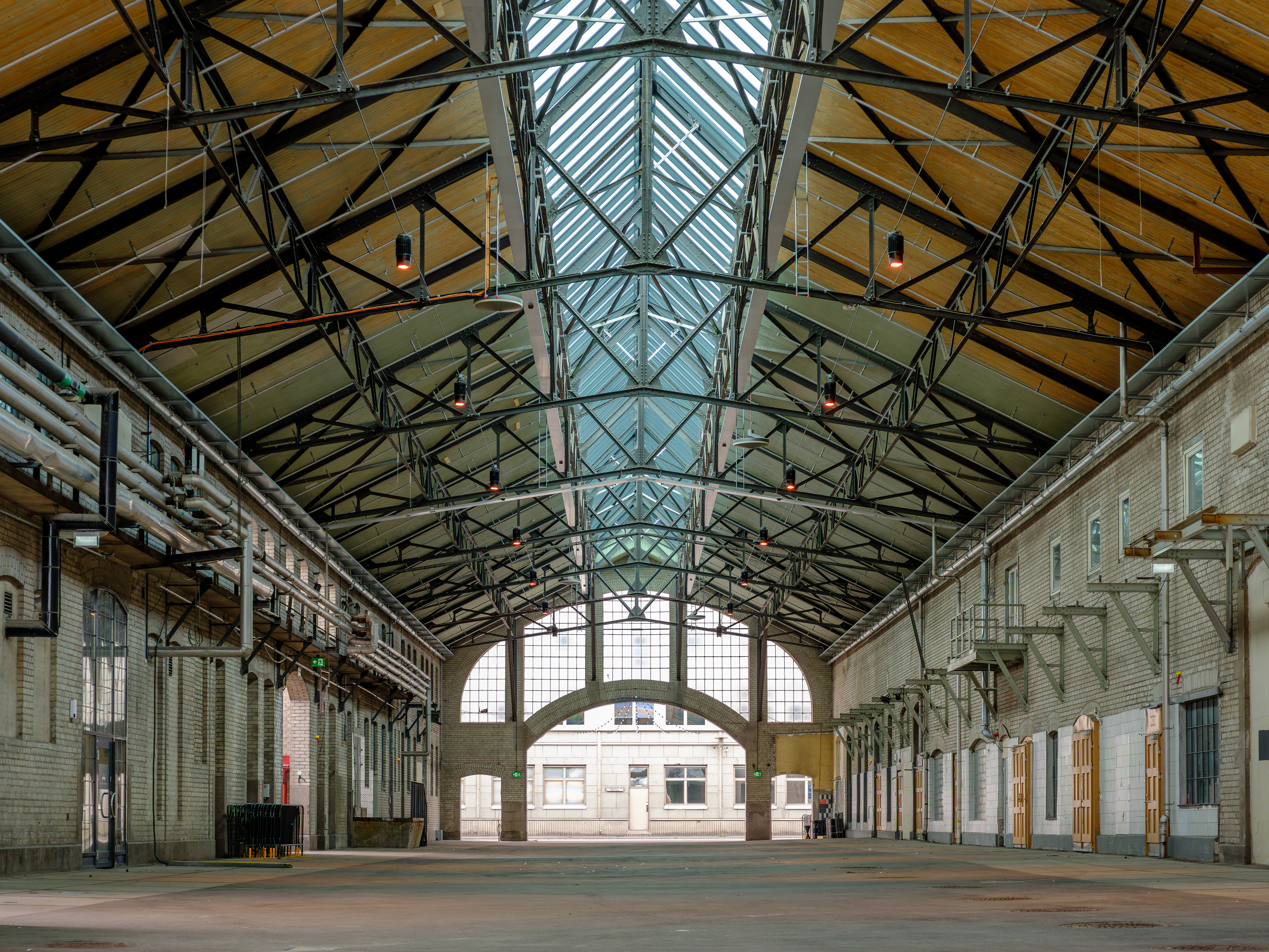
Förbindelsehallen är en av de äldre byggnader som kommer bevaras.

Söderstaden är namnet på ett planerat stadsutvecklingsprojekt inom Stockholms kommun. Utvecklingsområdet avser området mellan Gullmarsplan i norr till Slakthusområdet i söder. Globen, Gullmarsplan, Skanstullsbron och Tele2 Arena ligger inom området. 

## Historik
I november 2011 presenterade finansborgarrådet Sten Nordin (M), stadsbyggnadsborgarrådet Regina Kevius (M) och kultur- och fastighetsborgarrådet Madeleine Sjöstedt (FP) planerna på det nya stadsutvecklingsområdet. Enligt planerna skall området innehålla 2500 till 3000 nya bostäder och många arbetsplatser. Kommunens ambition är att området skall bli en av Stockholms evenemangs- och nöjesknutpunkter. Den huvudsakliga expansionen kommer att ske inom Slakthusområdet, där staden äger ett flertal fastigheter. 2017 godkändes program och inriktningsbeslut, med planerad byggstart 2022. [uppföljning saknas]
Bland de företag som planerade en större satsning i Söderstaden fanns Ikea-koncernen. Företaget hade för avsikt att låta uppföra 550 nya bostäder och ett nytt varuhus. ”Ikea Söderstaden” skulle bli det tredje Ikeavaruhuset i Stockholmsområdet. Den nya majoriteten i stadshuset var dock av annan mening och nya förhandlingar med Ikea inleddes. I juni 2015 meddelades att inget Ikea-varuhus kommer att byggas i området. Dialogen kommer att fortsätta för att hitta en ny plats för ett centralt Ikea-varuhus.[uppföljning saknas]